# Daewoo Racer

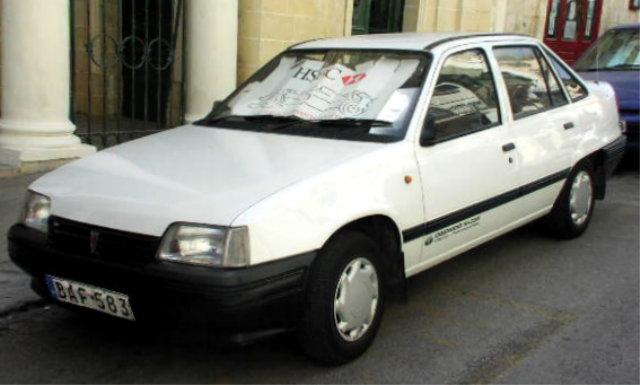
Daewoo Racer

Daewoo Racer är en bilmodell från Daewoo. Den baseras på Opel Kadett. Den vidareutvecklades till Daewoo Nexia.